# Kolekcja wilanowska

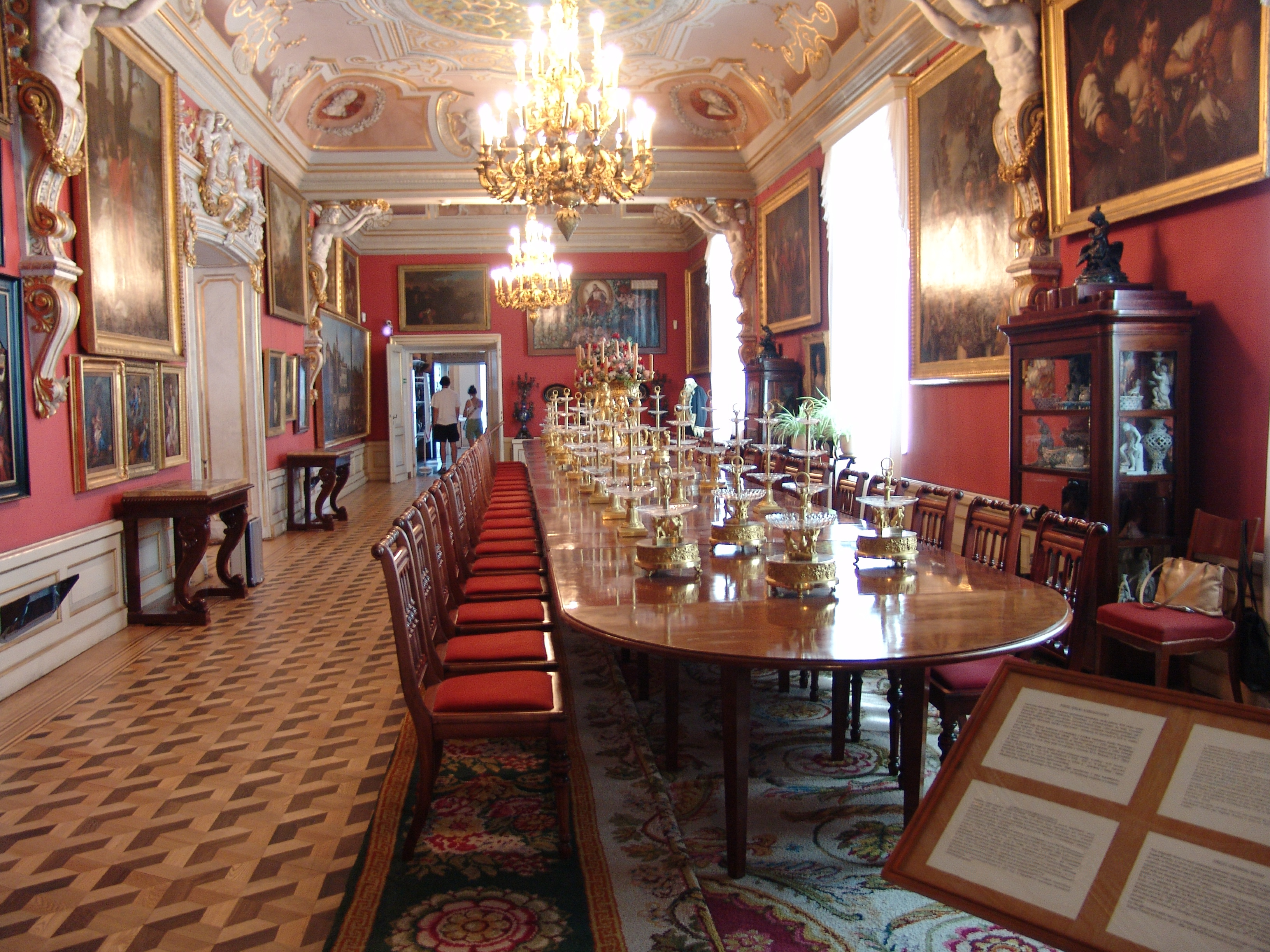
Jadalnia w pałacu w Wilanowie

Kolekcja wilanowska – zbiory sztuki zgromadzone w pałacu w Wilanowie, udostępnione publiczności w 1805 roku przez Stanisława Kostkę Potockiego, eksponowane i katalogowane przez jego następców (Aleksandra Potockiego, Augusta Potockiego i jego żonę Aleksandrę) oraz ród Branickich (który w 1892 roku nabył je drogą spadku), nieprzerwanie, po nacjonalizacji w 1945 roku, do dziś. Dłuższe przerwy w ekspozycji zbiorów miały miejsce jedynie w czasie pierwszej wojny światowej, kiedy częściowo ewakuowano je do Warszawy i w czasie II wojny światowej, kiedy rozgrabili je okupacyjni urzędnicy, Wehrmacht i sprzymierzone z Niemcami wojska węgierskie. Generalnie rewindykacja zbiorów zakończyła się w 1956 roku, chociaż wiele dzieł sztuki figuruje wciąż na liście zaginionych. Obecnie kolekcja wilanowska jest główną częścią zbiorów i własnością powstałego w 1995 roku Muzeum Pałacu w Wilanowie (od 2013 roku Muzeum Pałacu Króla Jana III w Wilanowie) – narodowej instytucji kultury.